# Baltazar Bartol
Baltazar Bartol, slovenski rimskokatoliški duhovnik in nabožni pisatelj, * 6. januar 1821, Sodražica, † 25. november 1911, Sodražica.
Bartol je postal duhovnik leta 1846. Kot kaplan je služboval v raznih krajih in bil nato župnik pri Sv. Joštu nad Polhovim Gradcem, v Dolenji vasi pri Ribnici, v Ihanu, od 1878 do spomladi 1911, ko je odšel v pokoju v Berniku pri Cerkljah. Po nemških izvirnikih je priredil troje molitvenikov: Nevesta Kristusova (po Waldnerju: Lj. 1856); Zgledne molitvene bukve (po J. C. Schmidu; Lj. 1865); Hoja za Marijo Devico (po S. Sailerju; Celovec 1881). 